# William Stoney
William Stoney (* 9. Mai 1898 in Pateley Bridge; † 16. Februar 1980 in Huddersfield) war ein britischer Schwimmer.

## Karriere
Stoney nahm 1920 erstmals an Olympischen Spielen teil. In Antwerpen erreichte im Wettbewerb über 200 m Brust als Dritter seines Vorlaufs knapp das Halbfinale nicht. Zwischen 1920 und 1922 platzierte er sich jeweils auf dem zweiten Rang bei den ASA Championships über 200 Yards Brust. 1923 gewann er hier den Titel, 1924 folgte ein erneuter zweiter Rang. 1924 war der Schwimmer ein weiteres Mal olympischer Teilnehmer. Bei den Spielen in Paris scheiterte er im Wettbewerb über 200 m Brust als Fünfter seines Vorlaufs am Weiterkommen. Neben diesen internationalen und nationalen Wettbewerben nahm der Brite auch an regionalen Wettbewerben der Grafschaft Yorkshire teil und konnte hier einige Titel im Brust- und Rückenschwimmen erringen.